# CYP2C18
CYP2C18 (англ. Cytochrome P450 family 2 subfamily C member 18) – білок, який кодується однойменним геном, розташованим у людей на короткому плечі 10-ї хромосоми. Довжина поліпептидного ланцюга білка становить 490 амінокислот, а молекулярна маса — 55 711.
| 10         |  | 20         |  | 30         |  | 40         |  | 50         |
| ---------- |  | ---------- |  | ---------- |  | ---------- |  | ---------- |
| MDPAVALVLC |  | LSCLFLLSLW |  | RQSSGRGRLP |  | SGPTPLPIIG |  | NILQLDVKDM |
| SKSLTNFSKV |  | YGPVFTVYFG |  | LKPIVVLHGY |  | EAVKEALIDH |  | GEEFSGRGSF |
| PVAEKVNKGL |  | GILFSNGKRW |  | KEIRRFCLMT |  | LRNFGMGKRS |  | IEDRVQEEAR |
| CLVEELRKTN |  | ASPCDPTFIL |  | GCAPCNVICS |  | VIFHDRFDYK |  | DQRFLNLMEK |
| FNENLRILSS |  | PWIQVCNNFP |  | ALIDYLPGSH |  | NKIAENFAYI |  | KSYVLERIKE |
| HQESLDMNSA |  | RDFIDCFLIK |  | MEQEKHNQQS |  | EFTVESLIAT |  | VTDMFGAGTE |
| TTSTTLRYGL |  | LLLLKYPEVT |  | AKVQEEIECV |  | VGRNRSPCMQ |  | DRSHMPYTDA |
| VVHEIQRYID |  | LLPTNLPHAV |  | TCDVKFKNYL |  | IPKGTTIITS |  | LTSVLHNDKE |
| FPNPEMFDPG |  | HFLDKSGNFK |  | KSDYFMPFSA |  | GKRMCMGEGL |  | ARMELFLFLT |
| TILQNFNLKS |  | QVDPKDIDIT |  | PIANAFGRVP |  | PLYQLCFIPV |  |            |

A: Аланін

C: Цистеїн

D: Аспарагінова кислота

E: Глутамінова кислота

F: Фенілаланін

G: Гліцин

H: Гістидин

I: Ізолейцин

K: Лізин

L: Лейцин

M: Метіонін

N: Аспарагін

P: Пролін

Q: Глутамін

R: Аргінін

S: Серин

T: Треонін

V: Валін

W: Триптофан

Кодований геном білок за функцією належить до оксидоредуктаз. 
Задіяний у таких біологічних процесах, як ацетилювання, альтернативний сплайсинг. 
Білок має сайт для зв'язування з іонами металів, іоном заліза, гемом. 
Локалізований у мембрані, ендоплазматичному ретикулумі, мікросомах.